# Enzersfeld im Weinviertel
Enzersfeld im Weinviertel är en ort och kommun i Österrike. Den ligger i distriktet Korneuburg i förbundslandet Niederösterreich, 17 km norr om huvudstaden Wien. Före 2009 hette kommunen Enzersfeld.
Kommunen består av två orter (Ortschaften) (inom parentes invånarantal 1 januari 2024):
- Enzersfeld im Weinviertel (1 096)
- Königsbrunn im Weinviertel (735)